# A96 (Groot-Brittannië)
De A96 is een 162 km lange hoofdverkeersweg in Schotland in het Verenigd Koninkrijk.
De A96 verbindt Aberdeen via Huntly en Elgin met Inverness.